# Kościół Św. Trójcy w Lublinie
Kościół Świętej Trójcy w Lublinie – kościół parafialny należący do diecezji warszawskiej Kościoła Ewangelicko-Augsburskiego w RP.

## Historia, architektura i wyposażenie
Świątynia została ufundowana przez lubelskich kupców i rzemieślników wyznania luterańskiego, a jej głównym fundatorem został Jan Piaskowski. Budowla została wzniesiona w latach 1784-1788 w stylu klasycystycznym według projektu Augusta Zylherta i jest to jedyny obiekt sakralny wyznania ewangelicko-augsburskiego w Lubelszczyźnie. Świątynia posiada jedną nawę i wieżę nakrytą namiotowym dachem. Wnętrze nie posiada bogatego wyposażenia. W murowanym, klasycystycznym ołtarzu jest umieszczony dwukondygnacyjny obraz w stylu barokowym, w którego górnej części jest przedstawione Ukrzyżowanie, a w dolnej Ostatnia Wieczerza. Ołtarz z amboną w stylu rokokowym z figurą, zapewne św. Tomasza oraz chrzcielnica pochodzą z opuszczonego i zrujnowanego zboru w Piaskach. Należy zaznaczyć, że obrazy są ewenementem w kościele ewangelickim, gdyż w protestantyzmie nie są one traktowane jako przedmiotu kultu, ale jako przedstawienie Pisma Świętego. Wyrazem podziękowania za zgodę na wybudowanie świątyni było umieszczenie w niej portretu króla Stanisława Augusta Poniatowskiego. Na ścianach nawy są wmurowane tablice lubelskich duchownych luterańskich, a także zasłużonych dla Kościoła ewangelicko-augsburskiego. Na klatce schodowej, prowadzącej
z przedsionka na chór są umieszczone tablice trumienne bogatych parafian. Zgodnie ze staropolskimi zwyczajami parafianie szykowali blachy trumienne ze swoimi nazwiskami - jedna do trumny, druga do zakrystii na pamiątkę. Umieszczone na żelaznych, miedzianych lub mosiężnych tablicach nazwiska zmarłych są otoczone przez kwiaty, laurowe girlandy lub główki aniołów. Wiele nazwisk to zasłużeni lublinianie: Krausse, Plage, Heyzler, Suchodolski, Vetter, Semadeni i wielu innych.